# La negra Angustias
La negra Angustias é um filme mexicano de 1950 dirigido por Matilde Landeta e baseado no romance homônimo de 1944 escrito por Francisco Rojas González.
Estrelado por María Elena Marqués, o filme conta a história de Angústias, uma mulher mestiça, pobre e analfabeta que decide lutar junto ao exército zapatista e reúne diversos seguidores na época da Revolução Mexicana, em 1910, "pelos direitos dos pobres e pela justiça para as mulheres oprimidas".
La negra Angustias é o segundo de quatro filmes que a diretora realizou. Como não havia apoio da indústria, Landeta teve que produzir seus filmes de forma independente. Para conseguir verba suficiente, Landeta vendeu seu carro, sua casa e a casa de seu irmão, Eduardo Soto Landeta.
Matilde Landeta foi uma das primeiras diretoras mulheres do país e fez parte da época de ouro do cinema mexicano. Por ter sido censurado pelo governo, o filme não recebeu nenhum prêmio na época em que foi lançado. Em 1975, Landeta foi reconhecida na categoria mulheres diretoras para o Ano internacional das mulheres.

## Enredo
| “ | Vivemos no ano de 1903. Este episódio é um grito de rebelião da classe mais oprimida e pertence ao México de outrora. É apenas um dos ocorridos da Grande Revolução, agitação que permitiu o restabelecimento de uma nacionalidade respeitável e respeitada que hoje em dia levanta sua estrutura definitiva sobre as bases da justiça e igualdade. Texto de abertura do filme | ” |

O filme começa com Angustias criança, vivendo com sua cuidadora. Pouco tempo depois, a cuidadora entrega Angústias a seu pai, “el negro” Antón Farrera, que acabou de voltar da prisão. Angustias vai morar só com o pai, que começa a lhe contar histórias de sua juventude, quando queria ser revolucionário e  ajudava camponeses “que viviam pior que os animais”. O pai explica as motivações do grupo e “o que faz com que os pobres sejam pobres demais e os ricos, ricos demais”. Tempos depois, Angústias já adulta, continua ouvindo as histórias do pai com muita atenção. Ainda falando sobre revolução, ele diz frustrado “é uma pena que eu seja velho e que tu sejas mulher”.
Ao andar pelas ruas da cidade, Angustias começa a ser notada e assediada por homens. Um dos homens vai até a casa dela e a pede em casamento para seu pai. Antes de responder, Antón conversa a sós com a filha, que implora para não se casar. O pai aceita a decisão de Angustias e dispensa o homem, que questiona a autoridade de Antón, mas este mantém sua decisão porque “foi o que a menina decidiu”. A população da cidade, especialmente um grupo de mulheres, fica inconformada com a recusa de Angustias e passa a excluí-la, atacá-la e questionar sua sexualidade. Sua antiga cuidadora (e bruxa do povoado) então faz nela um procedimento de “limpeza do mal que não a permite ser uma mulher completa”.
Uma noite, Angustias pega escondido o facão do pai e leva consigo ao sair. Novamente, é cercada e assediada por um homem, mas desta vez finge responder às investidas dele, que agarra Angustias; ela então mata o homem com o facão do pai e foge. Perdida e sozinha, Angustias é encontrada por homens que a levam para trabalhar como empregada na fazenda de um homem chamado Don Éfron. Nessa casa, Angustias é xingada e humilhada, até finalmente fugir com a ajuda de um dos trabalhadores, Huitlacoche.
Chegando em outra cidade, Angustias e Huitlacoche se juntam a um grupo reunido em volta da fogueira bebendo e conversando. Lá, conversam sobre o exército de Zapata e Angustias decide que vai continuar o trabalho de seu pai como revolucionária. Os homens, que conheciam a fama de Antón Farrera, decidem acompanhar Angustias e passam a chamá-la de coronel. Angustias começa então sua jornada como líder, indo de cidade em cidade buscando fazer justiça aos povos mais necessitados, especialmente às mulheres: captura homens abusadores como don Efron e manda matá-los ou castrá-los.
Em uma das cidades, Angustias conhece o professor Manuel e pede para que ele lhe ensine a ler e escrever, pois quer se sobressair como revolucionária, ter as mesmas habilidades que os grandes líderes e ser capaz de ler documentos do governo. Após algumas aulas, Angustias começa a se afeiçoar pelo professor. Apaixonada, Angustias se arruma e adota uma postura mais comedida, "modesta, suave e de boa menina", como diz Manuel. Ela então declara seu amor ao professor, que prontamente lhe diz que só está ali para dar aulas. No dia seguinte, Angustias recebe a notícia de que a mãe do professor Manuel morreu e vai visitá-lo. Lá, ela reitera seus sentimentos por ele e é novamente rejeitada.
Angustias está arrasada quando seus homens vêm lhe informar que estão sendo atacados e precisam sair da cidade imediatamente. Desiludida, ela diz que não vai mais continuar junto a eles. Huitlacoche chega para convencê-la a ir com eles e é atingido com um tiro tentando proteger Angustias. Diante da trágica morte do amigo, ela volta à sua postura de revolucionária e lidera o grupo em retirada gritando “viva a revolução!” e “viva o México!”.

## Elenco
- Maria Elena Marques - Angustias
- Willie Calles - Don Melitón
- Salvador Godinez - Filho de Melitón
- Eduardo Arozamena - Antón Farrera
- Fanny Schiller - Dona Chole
- Enriqueta Reza - Crescencia (cuidadora de Angustias)
- Ramón Gay - Manuel
- Gilberto González - Don Efron
- Agustín Isunza - Huitlacoche
- Esteban Márquez - Amigo de Melitón
- Carlos Riquelme - Enrique Pérez, revolucionario
- Felipe de Flores - Revolucionario

## Temas e análises

### Gênero
Durante a construção de uma identidade nacional no México pós-revolucionário, a figura do homem mestiço dominante foi imposta sobre todas as outras, fazendo com que mulheres e etnias como negros fossem marginalizadas. Nesse contexto, o filme traz outra perspectiva, apresentando a figura de Angustias como mulher líder e pensadora que fez parte da construção do país e que apostou do princípio ao fim na revolução como forma de desafiar a ordem patriarcal e elitista que acreditava serem as causas da desigualdade social, étnica e de gênero do país.
Matilde Landeta também põe em dúvida desde o início do filme as ideias de feminino e masculino que são consideradas de ordem natural. Ainda criança, Angustias aparece lamentando a saúde de uma cabra que aparece doente no meio de um grupo de bodes, e diz à sua cuidadora “os machos são maus e matam as fêmeas”, pensamento que a protagonista leva por boa parte do filme.
O pai voltar para buscar Angustias e criá-la sozinho também rompe com estereótipos, numa inversão do mundo patriarcal marcado pelo abandono parental e ausência da figura paterna. Além disso, quando Angustias decide não casar-se, o pai aceita a decisão dela, diferente do livro, que nesse momento apresenta um pai mais hesitante sobre a decisão.
Angustias frequentemente fala a seus seguidores, todos homens, sobre formas respeitosas de se comportar diante das mulheres e defende aquelas cujas identidades são estigmatizadas por valores moralistas como as prostitutas, afirmando que elas merecem reconhecimento pois lidam com “a peste e a brutalidade dos homens”.

### Raça
O filme convida a refletir também sobre o projeto nacional de miscigenação, onde os indígenas foram imediatamente reconhecidos como parte integrante do país, mas outras etnias como os afro-mexicanos foram excluídas.
Análises posteriores questionam a abordagem do tema no filme, principalmente por sua etnia aparecer quase sempre ligada ao racismo, como no momento em que Angustias reconhece sua negritude como um obstáculo no relacionamento com seu professor, que é letrado e branco “como leite”, enquanto ela é “preta como tição”. Em resposta a isto, seu amigo Huitlacoche aconselha que ela esqueça o professor, pois "diante dos olhos de Deus, todos somos da mesma cor, e Manuel é quem tem a alma “renegrida” porque odeia os que estão abaixo dele". O próprio Manuel confirma a percepção de Angustias, dizendo que eles não poderiam se casar porque "seria uma cruza absurda".
Também é questionada a escolha da atriz Maria Elena Marques, que usou maquiagem de tom mais escuro para interpretar Angustias. A diretora revelou em entrevista em 1995 que improvisou atores brancos com maquiagens porque realmente não sabia que existiam atores mestiços no país.

## Diferenças narrativas
O final do livro de Francisco Rojas González difere-se do filme. Nele, Angustias casa-se com o professor e aceita o lugar que sempre rejeitou de esposa e dona de casa. A mudança de destino da protagonista no romance é entendida como uma forma de corresponder com mais exatidão à realidade do momento histórico.
O roteiro do filme se manteve escondido por várias décadas e quando descoberto, revelou que também tinha um final diferente para o filme: Angustias casava-se com o professor Manuel e tinha um filho, porém rebelava-se contra seu esposo quando ouvia ele a menosprezando numa conversa com um amigo. Angustias decidia então voltar à luta revolucionaria, dessa vez não apenas como líder do movimento, mas também como mãe e alfabetizada.